# Rheocricotopus pauciseta
Rheocricotopus pauciseta är en tvåvingeart som beskrevs av Ole Anton Saether 1969. Rheocricotopus pauciseta ingår i släktet Rheocricotopus och familjen fjädermyggor. Inga underarter finns listade i Catalogue of Life.